# 생모리스 (발드마른주)

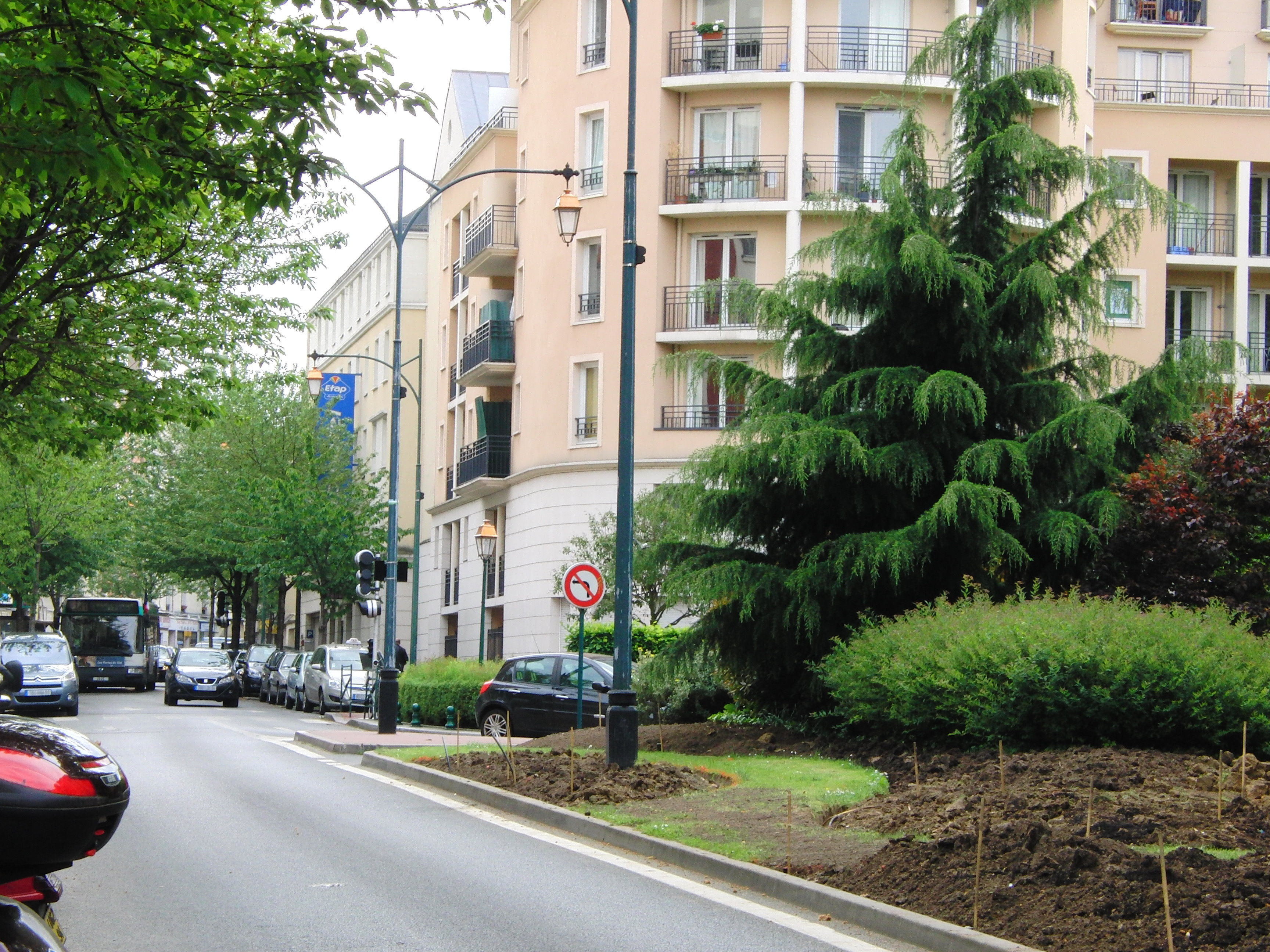
생모리스

생모리스(프랑스어: Saint-Maurice)는 프랑스 일드프랑스 발드마른주에 위치한 도시로 면적은 1.43km2, 인구는 14,718명(2006년 기준), 인구 밀도는 10,000명/km2이다. 파리 도심에서 6.8km 정도 떨어진 곳에 위치한다.
1645년에 설립된 정신병원인 샤랑통(Charenton)이 들어서 있다. 원래는 샤랑통생모리스(Charenton-Saint-Maurice)라고 불렀지만 1842년에 지금과 같은 이름으로 바뀌었다.
외젠 들라크루아가 이곳 출신이다.

시 문장

## 같이 보기
- 발드마른주의 코뮌 목록